# Adam Korzeniowski
Adam Korzeniowski (ur. 1 czerwca 1960 w Krośnie) – chórmistrz, profesor nadzwyczajny na Uniwersytecie Pedagogicznym im. KEN w Krakowie, prorektor Akademii Muzycznej w Krakowie, w latach 1996–1999 pełnił funkcję prodziekana na Wydziale Edukacji Muzycznej AMuz, w latach 2004–2008 był dyrektorem Instytutu Dyrygentury Chóralnej, Edukacji Muzycznej i Muzyki Kościelnej, a od roku 2008 jest dziekanem Wydziału Wokalno-Aktorskiego AMuz. W grudniu 2009 roku uzyskał tytuł profesora sztuk muzycznych.

## Życiorys
Urodził się jako syn Zdzisława (1935–1984) i Zofii de domo Krzysztyniak (1934). Jego pradziadek, Jakub Ducki-Korzeniowski (1877–1943) pochodził z podubożałej rodziny szlacheckiej pieczętującej się herbem Nałęcz, który osiadł na majątku swojej żony Honoraty z Krzanowskich de Lubicz herbu Lubicz w Zrencinie (obecnie Zręcin) i wybudował mały dworek (już dziś nie istnieje). Adam wychował się w rodzinnym Zręcinie. Ma brata Piotra (1966). Ożenił się z Anną de domo Jurczak (1964), z którą doczekał się trójki potomstwa.